# Karl Grünberg
Karl Grünberg (1878 - 1921 Rostock) was een Duitse entomoloog die was gespecialiseerd in vlinders.
Karl Grünberg was een professor aan de Universiteit van Rostock. Hij schreef het hoofdstuk over de Palearctische Notodontidae in het standaardwerk van Adalbert Seitz's Die Gross-Schmetterlinge der Erde en beschreef diverse nieuwe Afrikaanse vlinders voor de wetenschap.

## Enkele publicaties
- 1907. Zwei neue Hesperiiden aus Deutsch-Ostafrika. (Lep.). Deutsche Entomologische Zeitschrift 1907:577-578.
- 1908. Neue Lepidopteren aus Uganda. Sitzungsberichte der Gesellschaft Naturforschender Freunde zu Berlin 1908:50-62.
- 1910. Zur Kenntnis der Lepidopteren-Fauna der Sesse-Innseln im Victoria-Nyanza. Sitzungsberichte der Gesellschaft Naturforschender Freunde zu Berlin 1910:146-181.
- 1910. Neue westafrikanische Lepidopteren. Gesammelt von Herrn Gunter Tessman in Sud-Kamerun und Spanisch-Guinea (Uellegebiet). Sitzungsberichte der Gesellschaft Naturforschender Freunde zu Berlin 1910:469-480.
- 1910. Lepidoptera. Denkschriften der Medizinisch-Naturwissenschaftlichen Gesellschaft zu Jena 16:91-146.
- 1910. Eine Lepidopteren-Ausbeuk vom Kiwu-See. Societas Entomologica 24:145-148.
- 1912. Rhopalocera in Wissenschaftliche Ergebnisse der Deutschen Zentral-Afrika-Expedition 1907-1908. 3(Zoology 1):505-560.

- Gemeinsame Normdatei: 11757189X
- International Standard Name Identifier: 0000 0003 6204 5573
- Nationale Bibliotheek van Tsjechië: xx0199148
- Nederlandse Thesaurus van Auteursnamen: 156920859
- Système universitaire de documentation: 237255669
- Virtual International Authority File: 225374989
- WorldCat: E39PBJckMcCJrHgv9khGRT6BT3